# 雷米·拉默拉

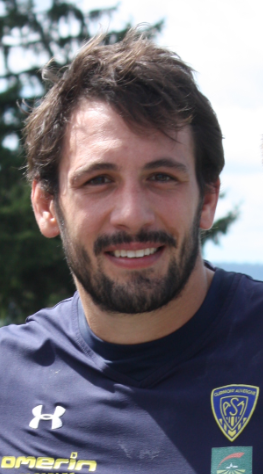
雷米·拉默拉

雷米·拉默拉（法語：Rémi Lamerat；1990年1月14日—）是一位法國橄欖球運動員。他是法國國家橄欖球隊的一員，代表法國參加了2015年橄欖球六國賽。